# リチャード・ウォーシャック
リチャード・ウォーシャック（Richard A. Warshak、1949年12月18日 - ）、著名なアメリカの臨床心理学者である。離婚 、親権、片親疎外の分野における専門家として国際的に知られている。
「親権革命」（The Custody Revolution）、『離婚毒』の著者としても知られ、アメリカでの家族法改革に関するホワイトハウスの顧問も務めた。

## 教育
1966年にブルックリンのMidwoodの高等学校を卒業し、1971年にコーネル大学から学士号を取得。
1978年、テキサス大学サウスウェスタンメディカルセンター（旧UT健康科学センター）で博士号を取得、2008年に臨床心理学の分野で著名な卒業生賞を受賞。
現在、ユタ州南西部での精神科で心理学臨床教授を務める。

## 書籍
- 『離婚毒―片親疎外という児童虐待』 – 2012/5/15R.A.ウォーシャック (著), 青木 聡 (翻訳) ISBN 9784414414479